# Mont Français
Pour les articles homonymes, voir Français (homonymie).
Le mont Français est une montagne située au sud-est du centre de l'île Anvers, en Antarctique. Le mont Français appartient à la chaîne de montagnes Trojan. Cette montagne fut aperçue la première fois par l'explorateur belge Adrien de Gerlache lors de l'expédition du navire Belgica de 1897-1899 et baptisée par Jean-Baptiste Charcot lors de sa première expédition en Antarctique en l'honneur de son navire le Français.